# Hasan Begičević
Hasan Begičević (Zenica, 1929 — Zenica, 10. septembar 2000) bio je bosanskohercegovački slikar.
Školovao se u Zenici i Sarajevu u klasi akademika Ismeta Mujezinovića. Posle završetka školovanja vratio se u Zenicu i do penzionisanja radio kao pedagog likovne umetnosti u brojnim zeničkim školama. Bio je član likovnog kluba zeničkih slikara. Pored niza priznanja za svoj slikarski opus, Begičević je dobitnik i Nagrade grada Zenice.
Svoja dela izlagao je na mnogobrojnim zajedničkim i samostalnim izložbama u zemlji i inostranstvu. Čest motiv za slike su mu bili gradovi BiH, a slikao je i po narudžbi.

## Vanjski linkovi
- Galerija slika Begičevića (Zenica; Stolac, Vareš, Jajce, Mostar)